# Ширак-Бельвю
Шира́к-Бельвю́ (фр. Chirac-Bellevue, окс. Chirac) — коммуна во Франции, находится в регионе Лимузен. Департамент — Коррез. Входит в состав кантона Нёвик. Округ коммуны — Юссель.
Код INSEE коммуны — 19055.
Коммуна расположена приблизительно в 380 км к югу от Парижа, в 95 км юго-восточнее Лиможа, в 50 км к северо-востоку от Тюля.

## Население
Население коммуны на 2008 год составляло 261 человек.
| 1962 | 1968 | 1975 | 1982 | 1990 | 1999 | 2008 |
| ---- | ---- | ---- | ---- | ---- | ---- | ---- |
| 223  | 265  | 230  | 217  | 191  | 204  | 261  |

## Администрация
| Период | Период | Фамилия   | Партия | Примечания |
| ------ | ------ | --------- | ------ | ---------- |
| 2001   | 2008   | Жак Шампи |        |            |
| 2008   |        | Жан Брив  |        |            |

## Экономика
В 2007 году среди 146 человек в трудоспособном возрасте (15-64 лет) 112 были экономически активными, 34 — неактивными (показатель активности — 76,7 %, в 1999 году было 62,1 %). Из 112 активных работали 105 человек (56 мужчин и 49 женщин), безработных было 7 (4 мужчин и 3 женщины). Среди 34 неактивных 6 человек были учениками или студентами, 20 — пенсионерами, 8 были неактивными по другим причинам.

## Фотогалерея

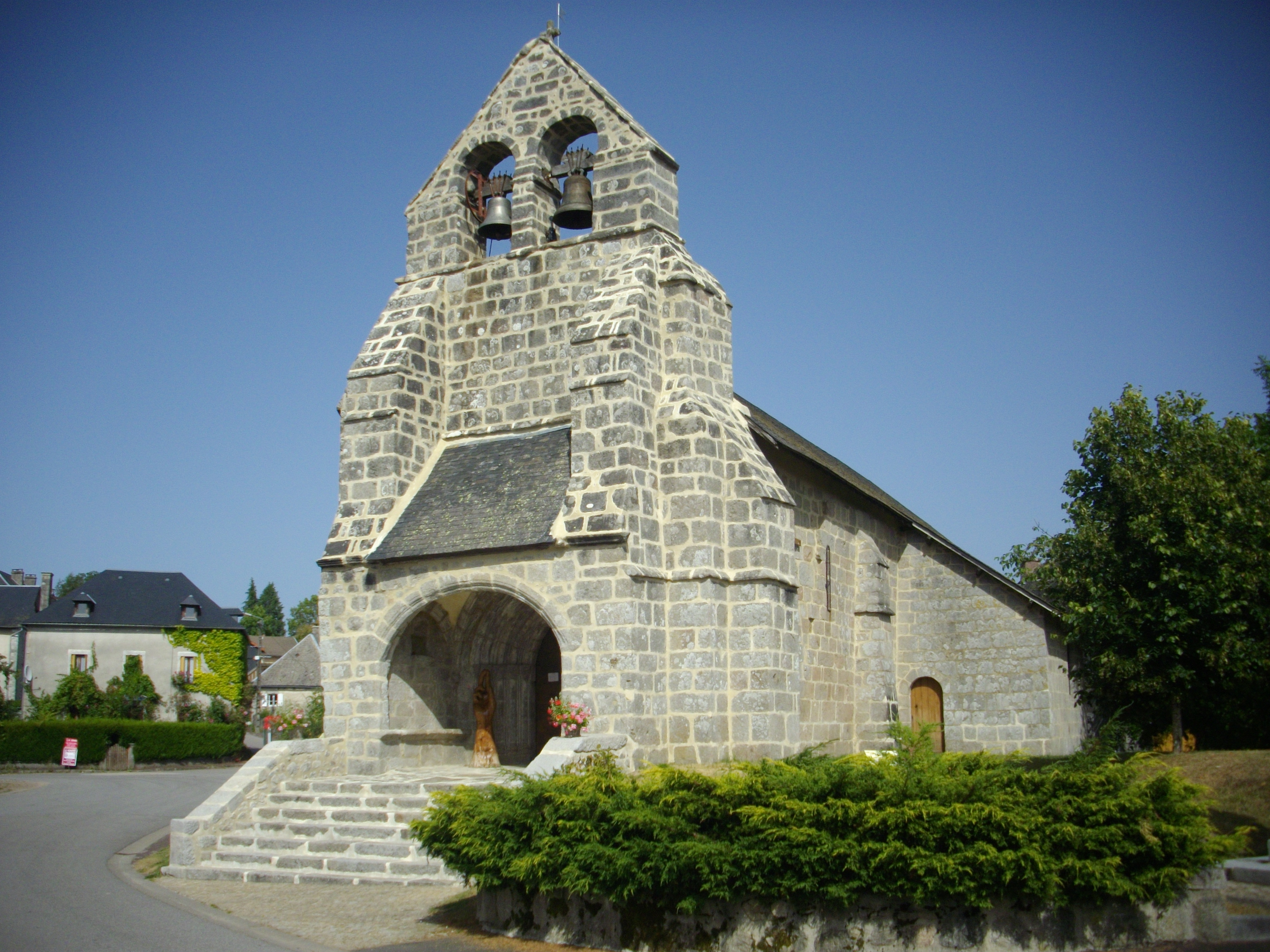
Церковь
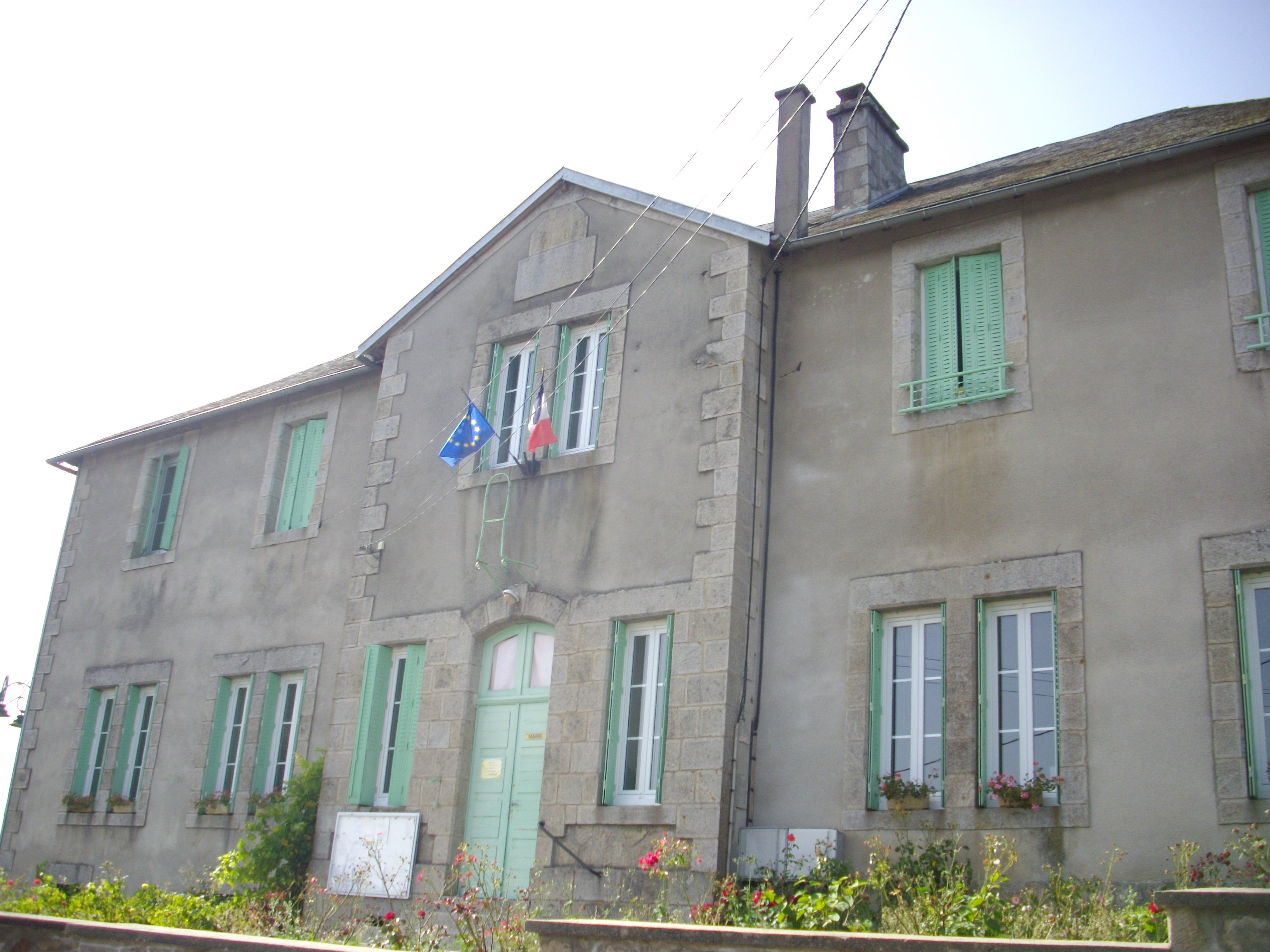
Мэрия
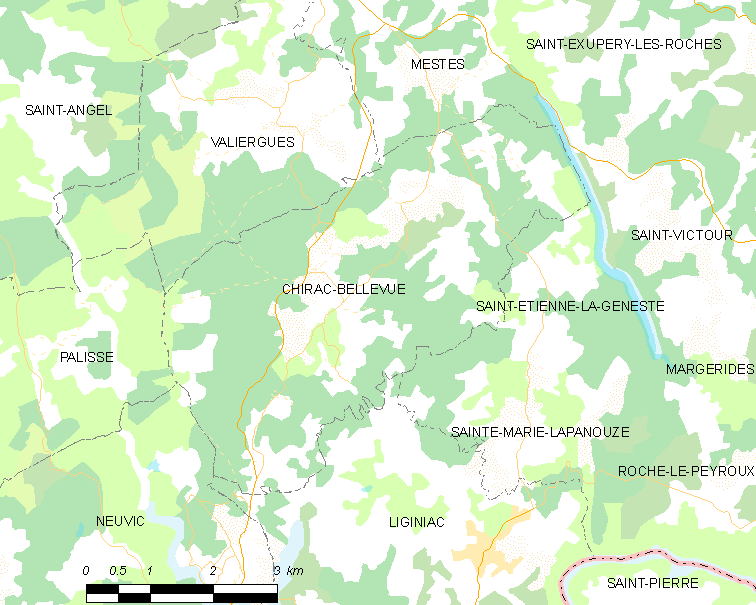
Карта коммуны